# Johnny Jameson
John Charles "Johnny" Jameson (Belfast, 11 de março de 1958) é um ex-futebolista norte-irlandês que atuava como meia.

## Carreira
Johnny Jameson fez parte do elenco da Seleção Norte-Irlandesa de Futebol, da Copa de 1982.